# Rožmberk nad Vltavou
Rožmberk nad Vltavou är en stad i Tjeckien.   Den ligger i distriktet Okres Český Krumlov och regionen Södra Böhmen, i den södra delen av landet, 160 km söder om huvudstaden Prag. Rožmberk nad Vltavou ligger 533 meter över havet och antalet invånare är 332.
Terrängen runt Rožmberk nad Vltavou är kuperad åt nordväst, men åt sydost är den platt. Rožmberk nad Vltavou ligger nere i en dal. Runt Rožmberk nad Vltavou är det glesbefolkat, med 19 invånare per kvadratkilometer. Närmaste större samhälle är Český Krumlov, 17,8 km norr om Rožmberk nad Vltavou. Omgivningarna runt Rožmberk nad Vltavou är en mosaik av jordbruksmark och naturlig växtlighet.